# Хенеметнеферхеджет I
Хенеметнеферхеджет I Верет (егип. ẖnm.t nfr-ḥḏ.t-Wrt) — древнеегипетская царица из XII династии, супруга Сенусерта II и мать Сенусерта III.

## Биография
Скорее всего, она идентична упомянутой на печати (в настоящее время находится в Нью-Йорке) дочери Аменемхета II. Значит, она была сестрой своего мужа. Другими жёнами Сенусерта II были вторая царица Нофрет II и две возможные второстепенные жёны — Хенемет и Итаверет, также бывшие его сёстрами. Царица упоминается на печати, найденной в Кахуне (Тонбридж), в папирусе Кахуна (Берлин), статуе (Британский музей) и в комплексе пирамиды её сына Сенусерта III. Вероятно, она похоронена в комплексе пирамиды Кахуна, построенной её мужем.

### Имя и титулы
Её имя идентично используемому в ту эпоху титулу цариц khenemetneferhedjet, что значит «объединённая белой короной». Её дополнительное имя Верет означает «великая» или «старшая» и, вероятно, использовалось, чтобы отличить её среди прочих женщин с подобным именем.
Хенеметнеферхеджет носила титулы:
- Супруга фараона (hmt-nisw);
- Мать фараона (mwt-niswt-wrt),
- Владычица двух земель (nb.t-t3.wỉ);
- Дочь фараона (s3.t-nsw) - последнее допустимо, если царица идентична царевне, упомянутой на печати Аменемхета II.